# El llop i la cigonya
El llop i la cigonya és una faula clàssica recollida per Isop, Fedre i Jean de La Fontaine. Apareix amb variants (per exemple el llop convertit en guineu) en diversos textos budistes recollits al Jataka i també a la tradició jueva, fet que apunta a una primera versió comuna a totes les fonts clàssiques.

## Argument
Un llop es queixava amargament del dolor que li produïa un os que tenia travessat a la gola. Prometia una gran recompensa a qui li tragués. Una cigonya va usar el seu llarg bec per introduir-se dins la gola del llop i extirpar-li l'os. Quan va reclamar el seu premi, el llop li va contestar que prou recompensa era haver-se apropat a la boca d'un llop sense acabar morint.

## Anàlisi
L'ensenyament que es pot extreure de la faula és que els poderosos no són agraïts i que val més malfiar-se'n. Aquesta lectura política és la que apareix a la majoria de comentaristes de la faula.
La faula va inspirar diverses adaptacions i representacions artístiques. Va proliferar especialment com a motiu escultòric des de l'Edat Mitjana.